# Arima Haruzumi
Arima Haruzumi est un nom japonais traditionnel ; le nom de famille (ou le nom d'école), Arima, précède donc le prénom (ou le nom d'artiste).

Arima Haruzumi (有馬 晴純, 1483-19 mars 1566) est un daimyo de l'époque Sengoku de l'histoire du Japon.

## Biographie
Initialement connu sous le nom d'Arima Sadazumi, il porte le titre de Shuri-dayu et une position dans le shobanshu, la garde privée du shogun. Son mandat en tant que seigneur correspond au faîte de la puissance des Arima qui contrôlent le commerce de la péninsule de Shimabara, près de la moderne ville de Nagasaki. Ashikaga Yoshiharu, 12e shogun Ashikaga, en reconnaissance de son importance stratégique et de sa force, lui permet de prendre un caractère de son nom et de s'appeler « Haruzumi ».
En 1546, il attaque le château de Mizu-ga-e appartenant à Ryuzoji Iekane, et, tandis qu'il s'en empare, Iekane mène une contre-attaque après seulement deux mois et le reprend. Après cela, Haruzumi, donne son deuxième fils en adoption au clan Omura, et c'est ce fils qui va devenir Ōmura Sumitada. Au cours de son mandat en tant que seigneur, Haruzumi est en conflit avec de nombreux daimyos tels que Gotō, Hirai, Matsuura, Omura, Saigo et Taku. Il élargit rapidement le clan Arima pour contrôler cinq districts de la province de Hizen. À la suite de ses conquêtes militaires et de ses manœuvres politiques, Haruzumi est en mesure de contrôler l'ensemble de la province de Hizen.
Au cours de ses dernières années, des navires portugais commencent à apparaître dans les eaux contrôlées par les Arima et la famille profite du commerce extérieur. Tandis que le christianisme se répand largement, Haruzumi n'adhère pas à cette foi et persécute les chrétiens.
À sa mort en 1566, son fils Yoshisada lui succède.

## Source de la traduction
- (en) Cet article est partiellement ou en totalité issu de l’article de Wikipédia en anglais intitulé « Arima Haruzumi » (voir la liste des auteurs).